# Idaea mimetes
Idaea mimetes är en fjärilsart som beskrevs av Brandt 1941. Idaea mimetes ingår i släktet Idaea och familjen mätare. Inga underarter finns listade i Catalogue of Life.